# 吊橋

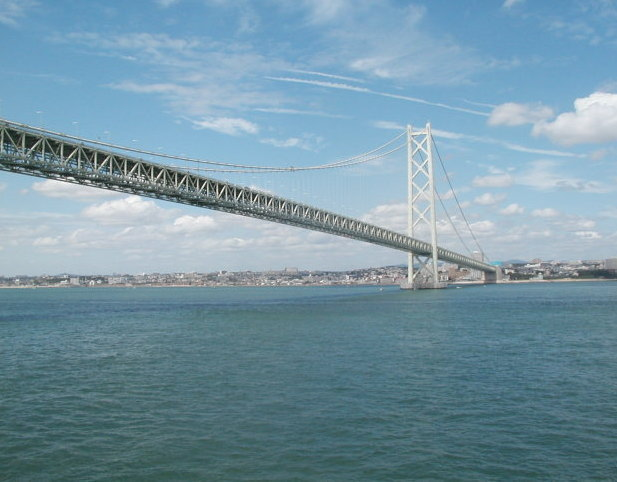
世界最大級の吊橋（明石海峡大橋）

吊橋、吊り橋（つりばし）は、橋の形式の一種で、綱などの張力で吊り下げ支える形式のもの。釣り橋、釣橋とも書くが、この表記は狭義には、日本の江戸期以前の古典的な形式に対して用いられる（後述）。

## 概説

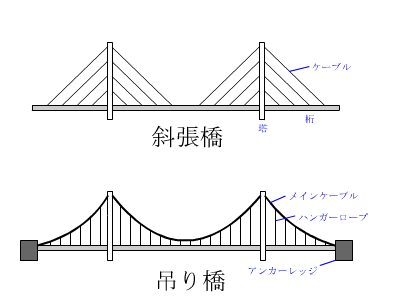
吊橋と斜張橋。両者の差異については、斜張橋#吊橋との相違を参照。

一般的な用法としては、小さな谷や川に縄ばしごを渡しただけのような簡易なものから、海峡などに架けられる大規模なものまで吊橋と称する。斜張橋もケーブルの張力を利用した吊り構造という点では同じであるため、広義には吊橋の一種とも言える。
現代の土木工学分野における分類において吊橋は、主塔とそれに渡されるメインケーブルを持ち、そのケーブルから鉛直に垂らされたハンガーロープで桁を支持する橋を指す。桁はその上に床板を置き、道路や鉄道、人などが通る部分である。これに対し、ハンガーロープがなく、複数のケーブルを斜めに張って直接桁を支えるものは斜張橋と呼ばれ、区別される。
吊橋のケーブルは垂れ下がり、曲線を描くことになるが、ハンガーロープとの2段構成とすることで桁を水平に近い状態に保つ。なお、桁を取り付ける前のケーブルだけの状態では、懸垂線というカーブを描く。
いずれも現代のものは、ケーブル、ハンガーロープ、桁は鋼製、主塔は鋼もしくは鉄筋コンクリート製である。
長大な橋に向いており、世界の長大支間長橋をもつ上位の多くを吊橋が占める。一方、風や加重によって揺れやすいという欠点も持つ。

### 古典的、簡易な吊橋

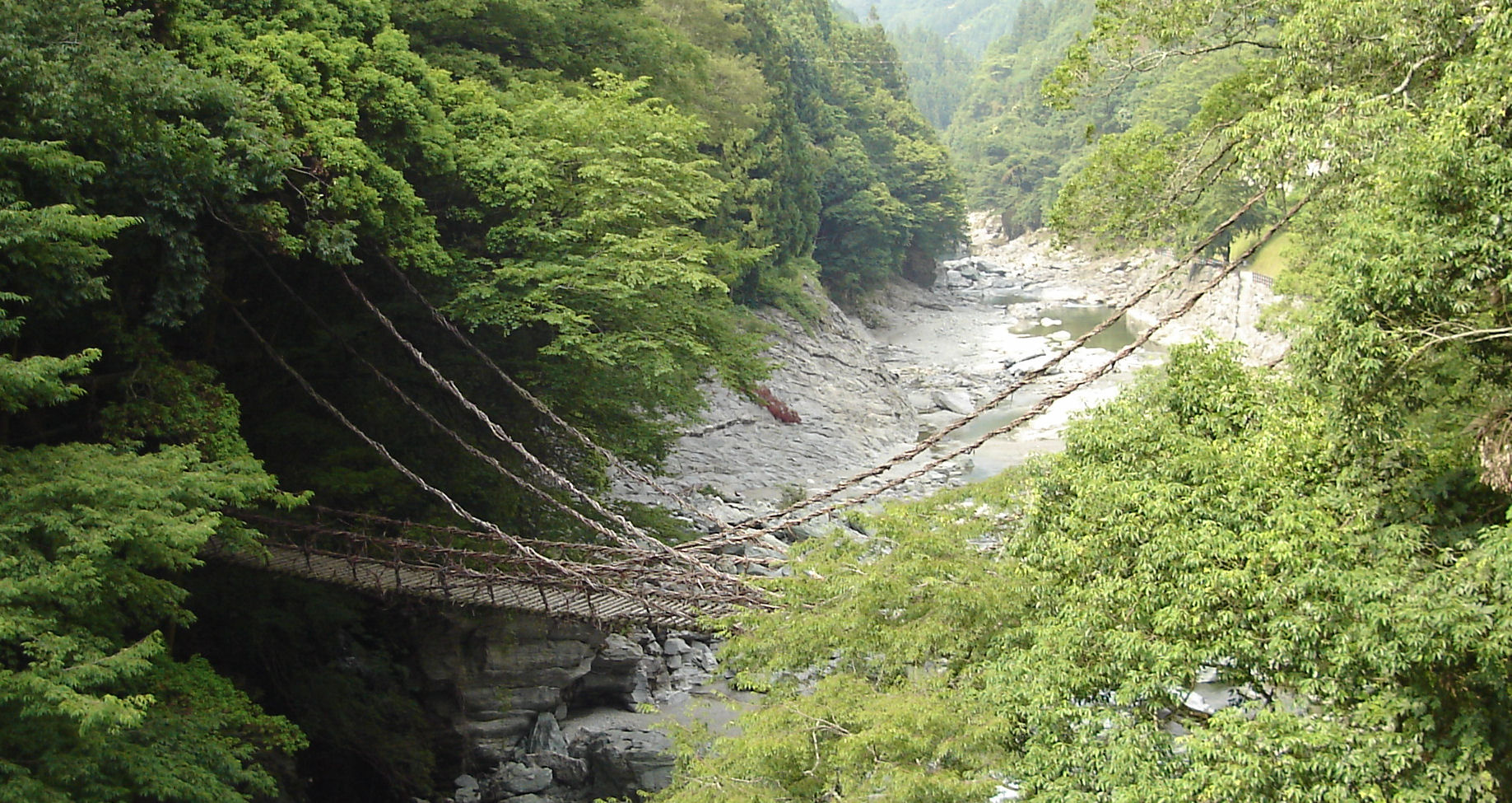
かずら橋

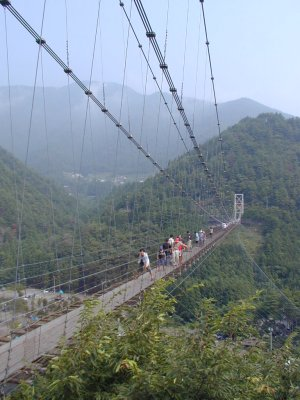
谷瀬の吊り橋

古典的な吊橋としては、徳島県西祖谷山村（市町村合併により2006年3月から三好市）にある祖谷のかずら橋がある。植物のつるで両岸から本体を支える構造で原始的な斜張橋と言える。現在のかずら橋は安全のため鋼のワイヤーで補強されているものの本来はその名の通り植物のしらくちかずら（サルナシ）のみが用いられる。桁部分もかずらで丸太、割木を繋いだだけのはしご状で人専用である。
簡易なものは登山道などで見られ、多くは人専用である。主塔が無く岩盤からケーブルを架設したり、ハンガーロープがなく直接本体を支えたりするものなどもあり、桁も板を繋いだだけの簡易なもののことがある。こういったものは吊床板橋と呼ばれる。揺れを抑えるため横、あるいは下方からもケーブルで補強している場合もある。
現代においても、観光客向けにあえて古風な吊橋が架けられることがある。
日本において、かつては釣橋の語が使われていたが、1870年にトーマス・ウォートルスの設計とされる「山里の吊橋」が皇居内道灌堀に架設されて以降、西欧からの近代的な技術の影響を受けたものに対しては吊橋の表記が用いられている。

### 現代の吊橋

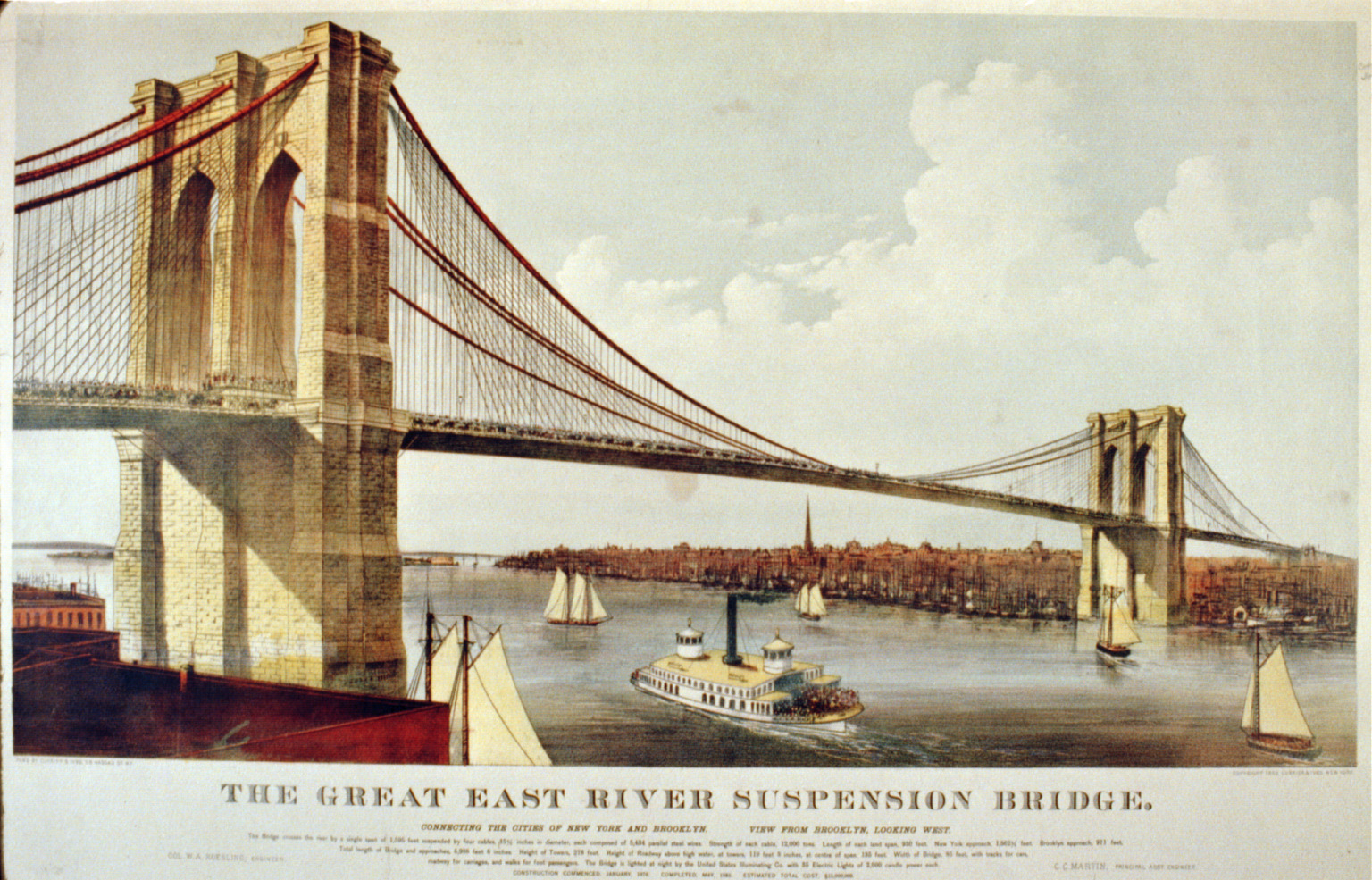
ブルックリン橋(カリアー&アイビス印刷社、1877年)

現在の長大な吊橋の起源は、アメリカ合衆国のブルックリン橋とされる。1883年に完成したこの橋は、ケーブルの材料として鋼を使いかつ撚り合わせのない平行線ケーブルを用いた。また塔の海底部の工事にケーソンが用いられるなど、現代の工法の多くがこの時代に開発された。またブルックリン橋は塔から桁への斜めのケーブルも持ち、斜張橋との複合構造でもある。
その後に造られたジョージ・ワシントン橋でスパン（後述）が1000 mを超え、さらにゴールデンゲート橋、ヴェラザノ・ナローズ・ブリッジなどの建設が続いた。1981年にイギリスのハンバー橋が完成するまで、100年以上にわたり世界一の座をアメリカが独占した。
現在の世界最長の吊り橋は全長では、日本の明石海峡大橋（全長3,911 m、中央支間長1,991 m）であるが、2022年3月18日にトルコ西部にあるチャナッカレのダーダネルス海峡にチャナッカレ1915橋（全長3,563m、中央支間長2,023m）が開通したため、中央支間長では明石海峡大橋は世界二位となった。
ケーブルに使用されるピアノ線は15,000 mで自重によって切断してしまうので、理論上は中央支間長の限界は4,000 mとされている。
地表から橋の路面までの高さで世界一なのは中国湖北省にある四渡河大橋で、下を流れる四渡河から472 m の高さがある。スパンは900 m で2009年に供用開始された。

## 大規模橋の構造

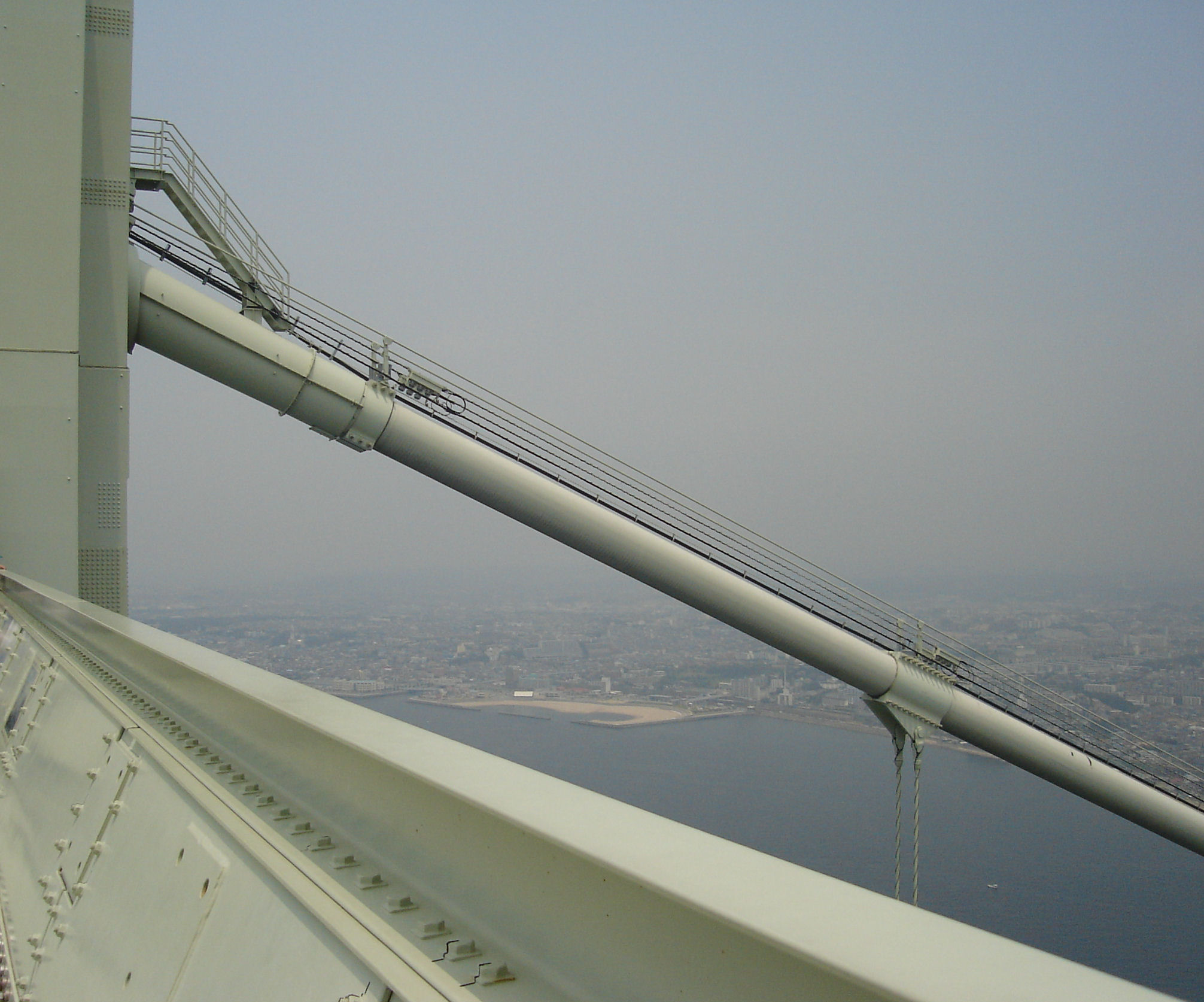
塔、メインケーブル、ハンガーロープ（明石海峡大橋）

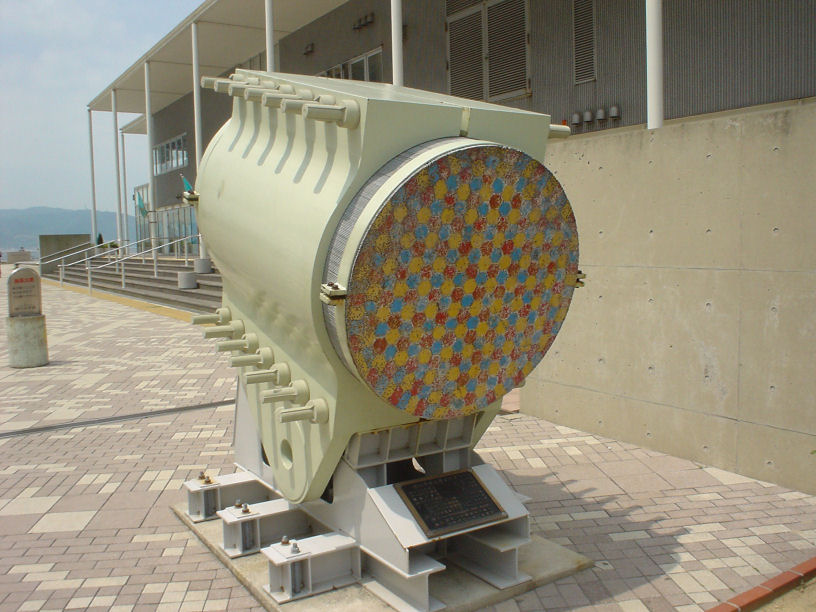
ケーブル実物大断面模型（明石海峡大橋）

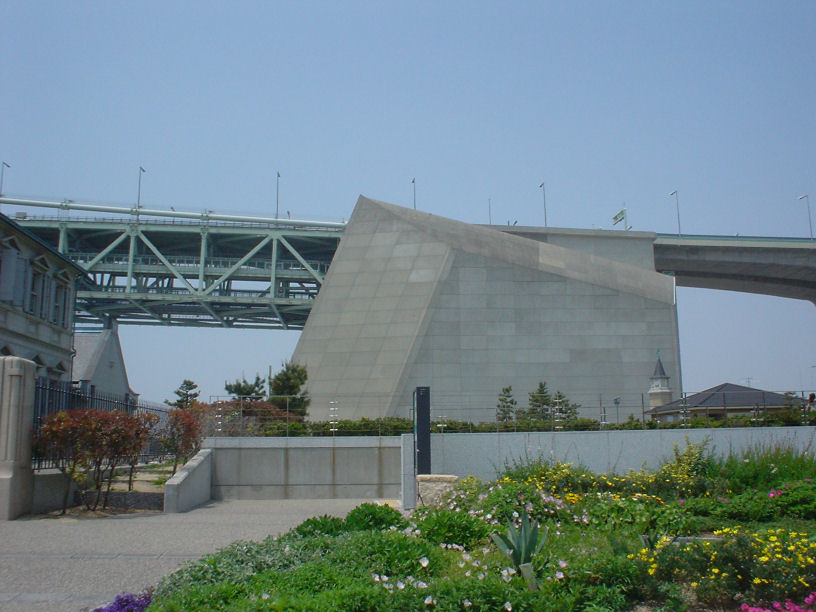
アンカーレイジ（明石海峡大橋）

### 主塔
メインケーブルをささえる塔で、両岸もしくは岸から全長の1/4くらいまでの位置に設けられる。一組の塔は桁を挟むように建つ2本の柱をトラスまたはラーメン構造で繋いでいる。基礎が水中になる場合は、ケーソンと呼ばれる鉄の函を沈めコンクリートを流し込み構築する場合が多い。水流を妨げないため複数の柱で構成する場合もある。（大鳴門橋など）
橋の長さは、全長ではなく支点間の距離である支間（スパンと言う）のうち最長となる中央径間（センタースパンという）でもって序列されることが多い。吊橋ではこの主塔間の距離が中央径間となる。塔とアンカレイジの間の距離は側径間という。
主塔は通常2組であるが、3組などの例もある。（小鳴門橋など）

### メインケーブル
主塔に架けられ、ハンガーロープを通じて桁をつり下げる、吊橋の最も重要な要素である。材質としては鋼製のワイヤー（ピアノ線）が用いられ、これを平行に束ねる。少し古いものでは鋼板を束ねたものも用いられたことがある。この材質の進歩にともないより長大な橋が架けられるようになった。明石海峡大橋のものでは1mm2あたり180kgの引張強度がある。それ以前の瀬戸大橋などでは160kg/mm2のものが使われている。
ケーブルは腐食（錆）防止のためにゴムや塗装による表面処理が施してある。覆われたケーブル束の内部は湿度が上昇し、腐食が進行する事例が見られたことから、1998年に完成した明石海峡大橋では乾燥空気を送風するシステムが採用された。このシステムは、2002年に瀬戸大橋で追加的措置として講じられたほか、2011年にはイギリスのハンバー橋でも採用されている。
ケーブル架設の方法にはエアスピニング工法とプレハブストランド工法とがある。エアスピニング工法ではワイヤーを数本ずつ連続して架設してゆき、それを束ねてケーブルとする。プレハブストランド工法ではあらかじめ製作した（プレハブの）ストランドと呼ばれるワイヤーを正六角形に束ねたものを架設し、それを束ねてワイヤーとする。1本のストランドに用いられるワイヤーの本数は91本、127本、169本などとなる。

### 桁
道路や鉄道が設けられ実際に通行する部分であり、橋桁あるいは補剛桁ともいう。送電線や水道管が併設される場合もある。
桁は箱型のものとトラス形式の物があるが、風の影響の少ないトラスのものが多い。扁平で剛性の小さな補剛桁を用いていた米国のタコマナローズ橋が風で落橋した影響もある。ただし最近、流体力学の研究の進歩により風の影響を受けにくい形状にした箱形も見直されつつあり、イギリスのハンバー橋や日本の来島海峡大橋にこの例を見ることができる。

### アンカーレイジ
アンカーレイジは橋の両端にあり、メインケーブルを繋ぎ止める文字通りの碇（アンカー）である。コンクリート製。地形的制約や強固な岩盤などがある場合は地山の支持力も利用するトンネルアンカレイジとする場合もある（来島海峡第三大橋、下津井瀬戸大橋など）。

### ハンガーロープ
メインケーブルから鉛直に垂らされ、桁を支える。懸垂線を描くメインケーブルと桁を結ぶため場所により長さが異なる。通常、撚ったワイヤーロープが使われる。主塔が岸よりにあり側径間の桁を支える必要がない場合、側径間のハンガーロープが無い場合もある。この形式のものを単径間吊橋という。
ちなみに一般的なものは三径間である。
ハンガーロープには風による振動防止用に螺旋状に線が巻かれている場合がある。

## 世界の長大橋
以下のリストの長さの数値は中央径間（センタースパン）である。
| 順位 | 橋名                           | 所在国         | 中央支間長 | 完成年 | 備考                               |
| ---- | ------------------------------ | -------------- | ---------- | ------ | ---------------------------------- |
| 1    | チャナッカレ1915橋             | トルコ         | 2,023 m    | 2022年 |                                    |
| 2    | 明石海峡大橋                   | 日本           | 1,991 m    | 1998年 | 2022年までは世界最長               |
| 3    | 西堠門大橋                     | 中国           | 1,650 m    | 2009年 |                                    |
| 4    | 大ベルト橋                     | デンマーク     | 1,624 m    | 1998年 |                                    |
| 5    | オスマン・ガーズィー橋         | トルコ         | 1,550 m    | 2016年 |                                    |
| 6    | 李舜臣大橋                     | 韓国           | 1,545 m    | 2012年 |                                    |
| 7    | 潤揚長江公路大橋               | 中国           | 1,490 m    | 2005年 |                                    |
| 8    | 南京長江第四大橋               | 中国           | 1,418 m    | 2012年 |                                    |
| 9    | ハンバー橋                     | イギリス       | 1,410m     | 1981年 | 1998年までは世界最長               |
| 10   | 江陰長江大橋                   | 中国           | 1,385 m    | 1997年 |                                    |
| 11   | 青馬大橋                       | 香港           | 1,377 m    | 1997年 | 道路鉄道併用の吊橋としては世界最長 |
| 12   | ハルダンゲル橋                 | ノルウェー     | 1,310 m    | 2013年 |                                    |
| 13   | ヴェラザノ・ナローズ・ブリッジ | アメリカ合衆国 | 1,298 m    | 1964年 | 1981年までは世界最長               |
| 14   | ゴールデンゲート橋             | アメリカ合衆国 | 1,280 m    | 1937年 | 1964年までは世界最長               |
| 15   | 武漢陽邏長江大橋               | 中国           | 1,280 m    | 2007年 |                                    |

## 中央径間世界最長の吊橋の変遷
- ジョン・A・ローブリング吊橋（1867年、アメリカ合衆国、322 m）
- ブルックリン橋（1883年、アメリカ合衆国、486 m）
- ウィリアムズバーグ橋（1903年、アメリカ合衆国、488 m）
- ベア・マウンテン橋（1924年、アメリカ合衆国、497 m）
- ベンジャミン・フランクリン橋（英語版）（1926年、アメリカ合衆国、533 m）
- アンバサダー橋（1929年、アメリカ合衆国、564m）
- ジョージワシントン橋（1931年、アメリカ合衆国、1,067 m）
- ゴールデンゲート橋（1937年、アメリカ合衆国、1,280 m）
- ヴェラザノ・ナローズ・ブリッジ（1964年、アメリカ合衆国、1,298 m）
- ハンバー橋（英語版）（1981年、イギリス、1,410 m）
- 明石海峡大橋（1998年、日本、1,991 m）
- チャナッカレ1915橋（2022年、トルコ、2,023 m）

## 中央径間日本最長の吊橋の変遷
- 小鳴門橋（1961年、徳島県、160 m）
- 若戸大橋（1962年、福岡県、367 m）
- 関門橋（1973年、山口県・福岡県、712 m）
- 因島大橋（1983年、広島県、770 m）
- 大鳴門橋（1985年、兵庫県・徳島県、876 m）
- 南備讃瀬戸大橋（1988年、香川県、1,100 m）
- 明石海峡大橋（1998年、兵庫県、1,991 m）

## 類似構築物
吊橋と同様の技術を用い競技場やホールなど中央に柱を建てられない大規模な建物の屋根を建造する例がある。例として1964年東京オリンピックの国立屋内総合競技場（現・国立代々木競技場）がある。メインケーブルは吊橋と同様な曲線を描き、そこから周囲に広がるように垂らされたロープが屋根と一体となっている。